# Юган Гюбнер фон Гольст
Юган Гюбнер фон Гольст (швед. Johan Hübner von Holst; нар. 22 серпня 1881 — пом. 13 червня 1945) — шведський стрілець, дворазовий олімпійський чемпіон.

## Біографія
Народився 22 серпня 1881 року в Стокгольмі, Швеція.
Учасник літніх Олімпійських ігор 1906, 1908, 1912 років.
На Балтійських іграх 1914 року в Мальме виборов 5 золотих та 1 бронзову медаль.
Помер 13 червня 1945 в Стокгольмі.

## Результати змагань
| Олімпійські ігри | Вид спорту | Дисципліна                                                                         | Результат   | Місце |
| ---------------- | ---------- | ---------------------------------------------------------------------------------- | ----------- | ----- |
| Афіни 1906       | Стрільба   | чоловіки, довільний пістолет, 25 метрів                                            | 239         | 5     |
| Афіни 1906       | Стрільба   | чоловіки, довільний пістолет, 50 метрів                                            | 196         | 10    |
| Афіни 1906       | Стрільба   | чоловіки, військовий револьвер, 20 метрів                                          | 210         | 21    |
| Афіни 1906       | Стрільба   | чоловіки, дуельний пістолет, 20 метрів                                             | 163         | 19    |
| Афіни 1906       | Стрільба   | чоловіки, дуельний пістолет, 25 метрів                                             | 115         | 2     |
| Афіни 1906       | Стрільба   | чоловіки, довільна гвинтівка, будь-яке положення, 300 метрів                       | 179         | 25    |
| Афіни 1906       | Стрільба   | чоловіки, військова гвинтівка, на коліні або стоячи, 300 метрів                    | 164         | 26    |
| Лондон 1908      | Стрільба   | чоловіки, довільний пістолет, 50 ярдів                                             | 408         | 27    |
| Лондон 1908      | Стрільба   | чоловіки, довільний пістолет, 50 ярдів, командна першість                          | 1.732 (416) | 5     |
| Лондон 1908      | Стрільба   | чоловіки, дрібнокаліберна гвинтівка, лежачи, 50 та 100 ярдів                       | 349         | 18    |
| Лондон 1908      | Стрільба   | чоловіки, дрібнокаліберна гвинтівка, 50 та 100 ярдів, командна першість            | 737 (184)   | 2     |
| Лондон 1908      | Стрільба   | чоловіки, дрібнокаліберна гвинтівка, зникаюча мішень, 25 ярдів                     | 39          | 15    |
| Лондон 1908      | Стрільба   | чоловіки, дрібнокаліберна гвинтівка, рухома мішень, 25 ярдів                       | 9           | 15    |
| Стокгольм 1912   | Стрільба   | чоловіки, дуельний пістолет, 30 метрів                                             | 283         | 3     |
| Стокгольм 1912   | Стрільба   | чоловіки, дуельний пістолет, 30 метрів, командна першість                          | 1.145 (284) | 1     |
| Стокгольм 1912   | Стрільба   | чоловіки, дрібнокаліберна гвинтівка, будь-яке положення, 50 метрів                 | 189         | 9     |
| Стокгольм 1912   | Стрільба   | чоловіки, дрібнокаліберна гвинтівка, зникаюча мішень, 25 метрів                    | 233         | 2     |
| Стокгольм 1912   | Стрільба   | чоловіки, дрібнокаліберна гвинтівка, зникаюча мішень, 25 метрів, командна першість | 925 (238)   | 1     |